# Curtis Kulig
Curtis Kulig (* 15. července 1981 Minot, Severní Dakota) je americký umělec, fotograf a ilustrátor, který žije a pracuje v New Yorku. Je známý svými syrovými černobílými kinofilmovými záběry životního stylu, portrétními fotografiemi a kultovní projektovou kampaní Love Me.

## Život a dílo
Narodil se 15. července 1981 v Severní Dakotě. V mladém věku byl povzbuzován a inspirován svým strýcem Phillipem Salvatem (americkým malířem) a svým otcem Walterem Kuligem (tiskařem). V roce 2000, ve svých 19. letech, se odstěhoval do Los Angeles. V roce 2008 se přestěhoval do New Yorku.

## Vystoupení v médiích
- Vans Shoes, Classics Line[6]
- Smashbox, full cosmetic line[6]
- Cosmopolitan Hotel, artist residency, 2012[7]
- Anna Sheffield, custom jewelry, jaro 2012[8]
- Obey Clothing / Shepard Fairey mens & women's Capsule Collection, jaro 2012[9]
- Style Caster, "Style to the People", zima 2011[10]
- Fashion's Night Out, separate installations for Zac Posen, Citizens of Humanity, and Scoop, podzim 2011[11]
- Terry Richardson's Diary, podzim 2011[12]
- "Scripture" exhibit with Skullphone, Mallick Williams Gallery (NYC), říjen 2011[13]
- AND A 10th anniversary (Japonsko), říjen 2011[14]
- "Recine & Associates" exhibit with Steve Olson & Alex Olson, Nyhaus Gallery (NYC), podzim 2011[15]
- Lovecat magazine, cover-title design/Paz de la Huerta, léto 2011[16]
- Joe Jonas "See No More" album package: Cover artwork, press package, "See No More" video artwork (MTV award for best lyric video), léto 2011[17][18]
- Nike, Free Yourself, 2011[19]
- TED Talks x Teens, "The Art of Obsession" talk, léto 2011[20]
- Paper Magazine, fotograf, "The New Crew", 2011[21]
- Standard Hotel (Downtown LA) billboard, léto 2011[22]
- Bobbi Brown, Ad Campaign, 2010[1]
- Nike, “Fashion’s Night Out” featured artist, 2010[23]
- HBO, Creative Director, How to make it in America, 2010[24]
- Levis, featured artist, 2010[25]
- Ace Hotel, hotel installation (NYC), 2010[26]
- Bills Burgers, installation collaboration with Barry McGee and Sage Vaughn (NYC), 2010[23]
- DQM, 2010[27]
- Paper Magazine, fotograf, “Art Crawl” artists feature, 2010[28]
- Saturday Night Live, program intro, 2010[29]
- Nike Destroyers, featured artist, 2010[30]
- Carhartt, jaro / léto katalog, 2009